# 誰かが君を呼ぶ声が
「誰かが君を呼ぶ声が」（だれかがきみをよぶこえが）は、BEGIN6枚目のシングル。1993年7月25日発売。発売元はファンハウス。

## タイアップ
表題曲は、日本新聞協会「新聞配達の日」のキャンペーン・ソングに起用された。

## トラック
全作詞・作曲：BEGIN／編曲：白井良明
1. 誰かが君を呼ぶ声が
2. Trust me